# Alfred Kazin
Alfred Kazin, ameriški pisatelj in literarni kritik, * 5. junij 1915, Brooklyn, New York, ZDA, † 5. junij 1998.
Precejšen delež Kazinovega pisanja prikazuje prigode priseljencev v ZDA v začetku 20. stoletja. Kazina se splošno obravnava kot člana skupine »The New York Intellectuals« in kot mnogi ostali člani skupine se je tudi on rodil v Brooklynu. Obiskoval je fakulteto City College of New York. 
Njegovi politični nazori so bili zmernejši od večine članov skupine, ki so povečini spadali v socialistično strujo. Ustvarjal je iz velike strasti - ali velikega gnusa - do tistega, kar je bral, in v pisanje vklapljal svoja mnenja znotraj poglobljenega znanja zgodovine, tako literarne kot politične in kulturne. Bil je prijatelj politične teoretičarke Hannah Arendt. Leta 1996 so mu za življenjske dosežke podelili prvo nagrado Trumana Capota za literarno kritiko. 

## Dela
- On Native Grounds (1942)
- A Walker in the City (1951) avtobiografska »newyorška trilogija«, 1. del
- Starting Out in the Thirties (1965) trilogija, 2. del
- Bright Book of Life (1973)
- The Portable Blake (1976)
- New York Jew (1978) trilogija, 3. del
- An American Procession (1984)
- A Writer's America (1988)
- Writing Was Everything  (1995)
- A Lifetime Burning in Every Moment (1996)
- God and the American Writer (1997)